# Hans Picker
Hans Picker war ein deutscher Bob-Fahrer, der 1930 bei der Bob-Weltmeisterschaft in Montreux in der Schweiz antrat. Er gewann am 2. Februar zusammen mit Fritz Grau, Bertram und Albert Brehme den dritten Platz im Viererbob.
1929 war er schon bei den Deutschen Meisterschaften der Fünferbobfahrer mit seinen Mitfahrern F. Grau, A. Brehme, Helmut Hopmann und Bertram siegreich. Zusammen starteten sie für den Berliner SC.